# Armée de l'air royale roumaine
La branche de l'armée de l'air des forces royales roumaines pendant la Seconde Guerre mondiale est officiellement nommée Aeronautica Regală Română (ARR), ou l'aéronautique royale roumaine, bien qu'elle soit plus communément appelée dans les histoires anglaises sous le nom de Forțele Aeriene Regale ale României (Royal Romanian Air Force, FARR), ou simplement Forțele Aeriene Române (force aérienne roumaine). L'unité a fourni un soutien aux forces terrestres, effectuant des reconnaissances et organisant des raids aériens entre d'autres missions.

## Insigne
La cocarde de l'ARR est basée sur la cocarde nationale de la Roumanie. Pendant la Seconde Guerre mondiale, de 1941 à 1944, la cocarde nationale est réduite en taille et placée au centre d'une croix de quatre M, le sceau du roi Michel Ier de Roumanie. Ces croix sont de différents types et tailles car il n'y a pas de modèle standard. Les marques sont placées sur le fuselage ainsi que sur les ailes supérieures et inférieures, et les couleurs nationales sont peintes sur la queue. Selon la réglementation de l'Axe, le capot moteur, les sous-surfaces des bouts d'ailes et une bande verticale sur le fuselage devant la queue doivent être peints en jaune. Après le changement de camp de la Roumanie aux côtés des Alliés, les croix sont remplacées par les cocardes tricolores sur le fuselage et les ailes, et les marques jaunes sont peintes en blanc comme « marques d'identification alliées ».

## Histoire
L'ARR est créé pour la première fois le 1er janvier 1924 à partir de l'ancien corps aérien roumain (en).
Pendant la Seconde Guerre mondiale, l'ARR pilote des avions depuis l'Allemagne et l'Italie, avec ses propres avions et d'autres avions étrangers, ainsi que des avions ennemis capturés. L'armée de l'air royale roumaine combat le Magyar Királyi Honvéd Légierö (armée de l'air royale hongroise) lors de l'annexion hongroise du nord de la Transylvanie en 1940. L'unité la plus élémentaire de leurs formations est l'escadron (Escadrilă). L'armée de l'air royale roumaine combat aux côtés de la Luftwaffe lors de l'avancée vers l'Ukraine et la Crimée, jusqu'à la bataille de Stalingrad, lorsque le commandement de la Luftwaffe du Sud est installé à Bucarest. La force effectue également des missions de reconnaissance et de patrouille au-dessus de la mer Noire aux côtés d'unités bulgares. L'ARR est chargée de la défense aérienne des installations pétrolières de Ploiești, ainsi que de Bucarest contre les raids aériens alliés, et de protéger les convois de l'Axe en mer Noire. Ces unités se sont battues contre l'USAAF et la RAF lors de leurs raids contre la Roumanie.
Les principaux modèles d'avions utilisés sont les PZL P.24 F, Hawker Hurricane, Heinkel He 112, Messerschmitt 109 E et G, Messerschmitt 110 (pour la défense de nuit), IAR 80 A sont également utilisés, aux côtés d'autres types d'intercepteurs utilisés par les unités de la Luftwaffe dans la région.
Après le coup d'État du roi Michel, la Roumanie se retourne contre l'Axe. L'ARR, désormais alliée aux forces aériennes soviétiques, combattra les forces allemandes et hongroises en Transylvanie et en Slovaquie.

## As aériens roumains

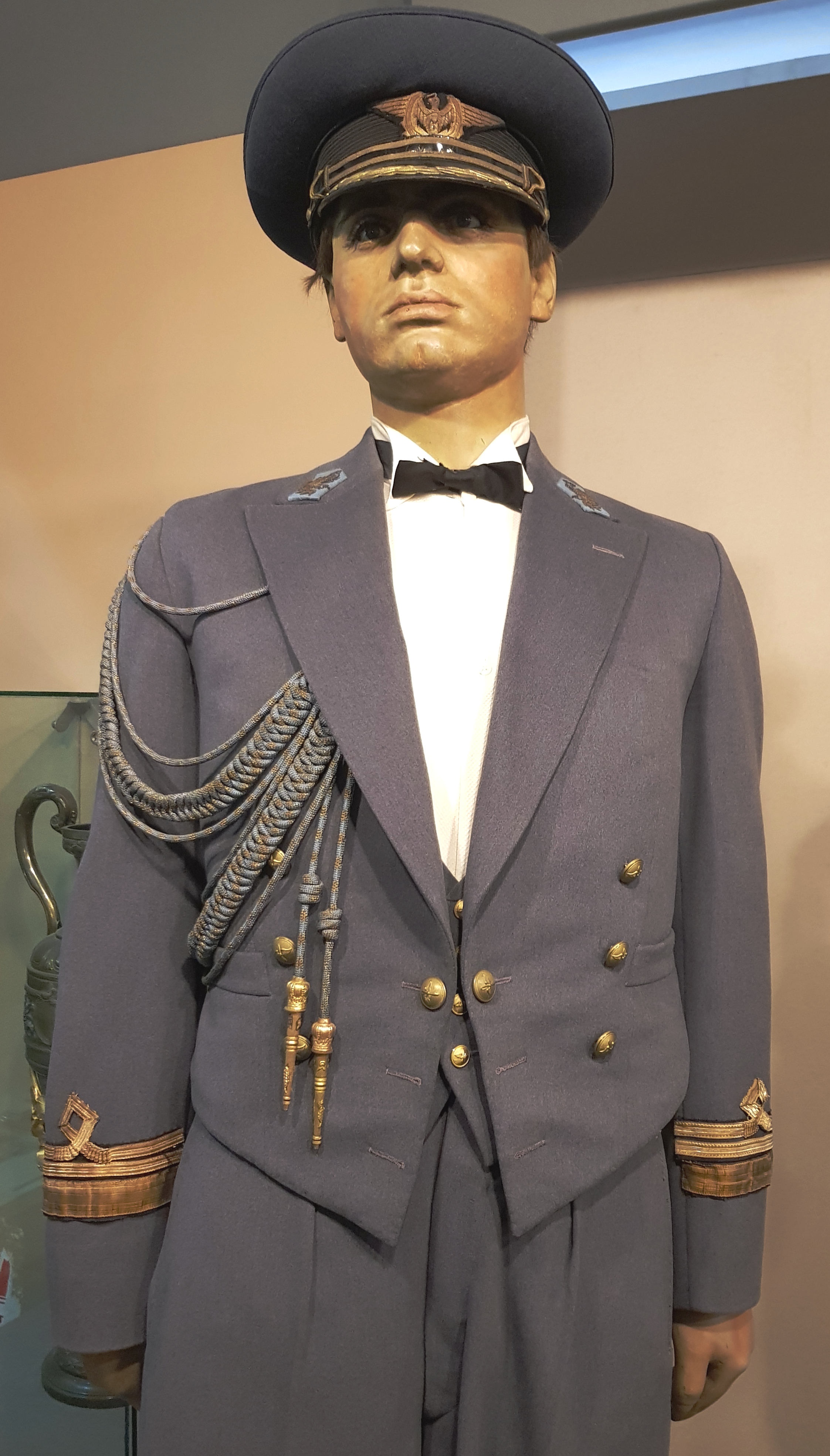
Uniforme vestimentaire d'un commandant d'escadre (Căpitan-Comandor) dans les années 1930-40.

- Horia Agarici
- Mihai (Leu) Romanescu
- Constantin Cantacuzino
- Cristea Chirvăsuță
- Ioan Dicezare
- Tudor Greceanu
- Ioan Maga
- Ioan Mălăcescu
- Ion Milu
- Ion Mucenica
- Constantin Lungulescu
- Alexandru Șerbănescu
- Dan Valentin Vizanty

## Structure

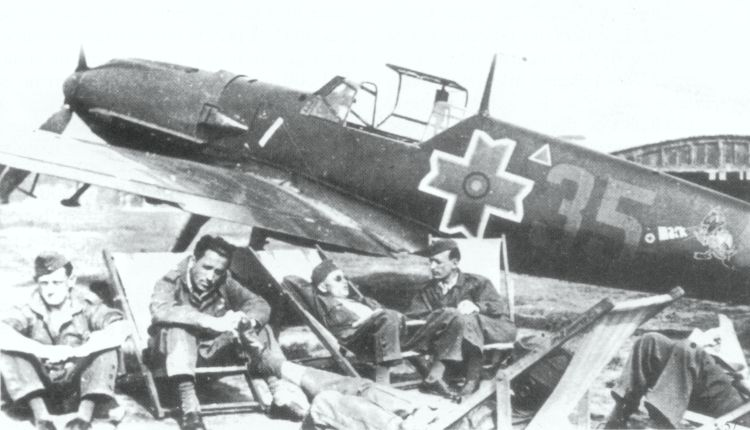
Messerschmitt Bf 109E numéro 35 à Stalingrad, 1942.

- Corpul 2° Aerian, sous les ordres de la Luftwaffe, Luftflotte 4, front de Russie du Sud, hiver 1943-44.
- Corpul 1° Aerian, Cioara-Dolcesti, Roumanie août 1944 ; sous les ordres de la Luftwaffe, Luftflotte Kommando 4 avec des commandements à Debrecen en Hongrie.

Unités de chasseurs
- 1er groupe de chasseurs (Grupul 1 Vânătoare)
  - 41e escadron de chasseurs
  - 42e escadron de chasseurs
- 2e groupe de chasseurs (Grupul 2 Vânătoare)
  - 45e escadron de chasseurs
  - 46e escadron de chasseurs
- 5e groupe de chasseurs (Grupul 5 Vânătoare)

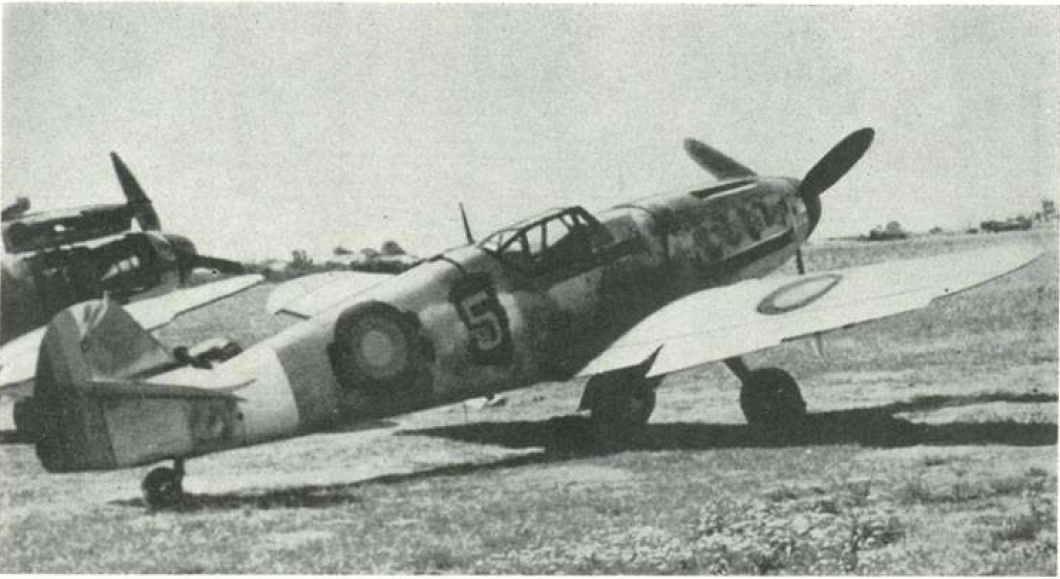
Un Bf 109G-6 roumain, 1944.

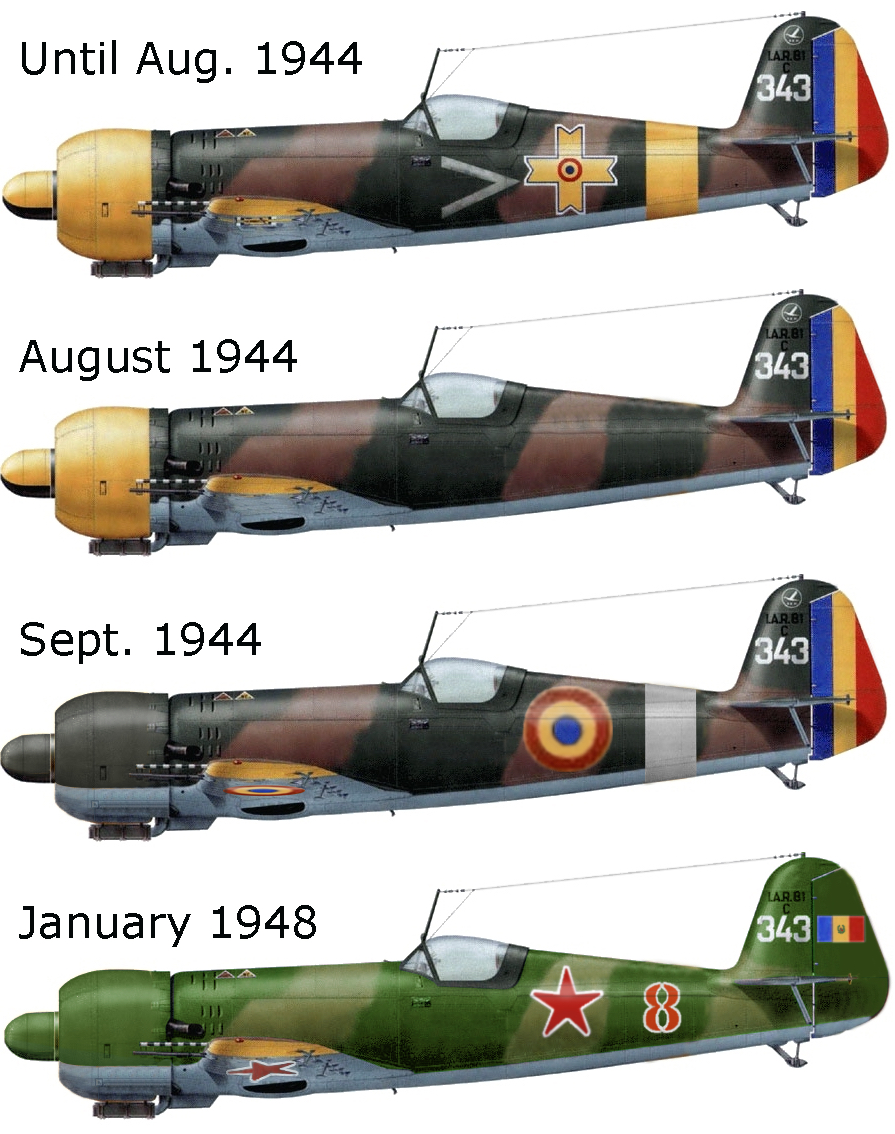
Livrées successives du chasseur IAR-80.

  - 10e escadron de chasseurs — 51e escadron de chasseurs à partir d'octobre 1939
  - 11e escadron de chasseurs — 52e escadron de chasseurs à partir d'octobre 1939
- 6e groupe de chasseurs (Grupul 6 Vânătoare)
  - 62e escadron de chasseurs
  - 63e escadron de chasseurs
- 7e groupe de chasseurs (Grupul 7 Vânătoare)
  - 53e escadron de chasseurs
  - 57e escadron de chasseurs
- 8e groupe de chasseurs (Grupul 8 Vânătoare) — de 1941 à 1943
  - 59e escadron de chasseurs
  - 60e escadron de chasseurs
- 9e groupe de chasseurs (Grupul 9 Vânătoare)
  - 47e escadron de chasseurs
  - 48e escadron de chasseurs
- 1er escadron de chasseurs de nuit (Escadrila 1 Vânătoare de Noapte)

Unités de bombardiers
- 1er groupe de bombardiers (Grupul 1 Bombardament)
- 2e groupe de bombardiers (Grupul 2 Bombardament)

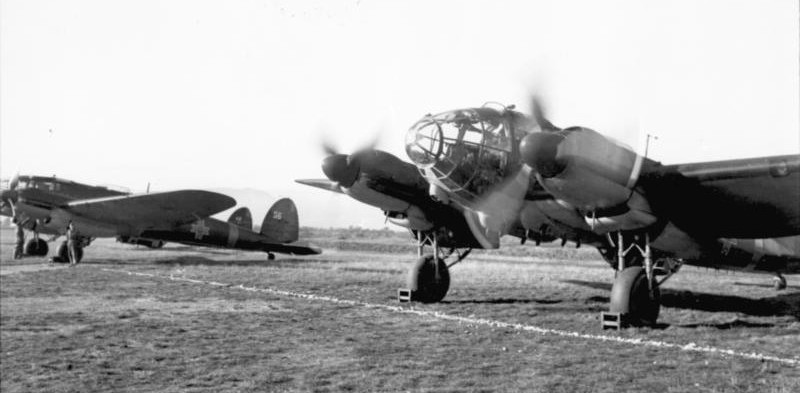
Bombardiers roumains Heinkel He-111 H.

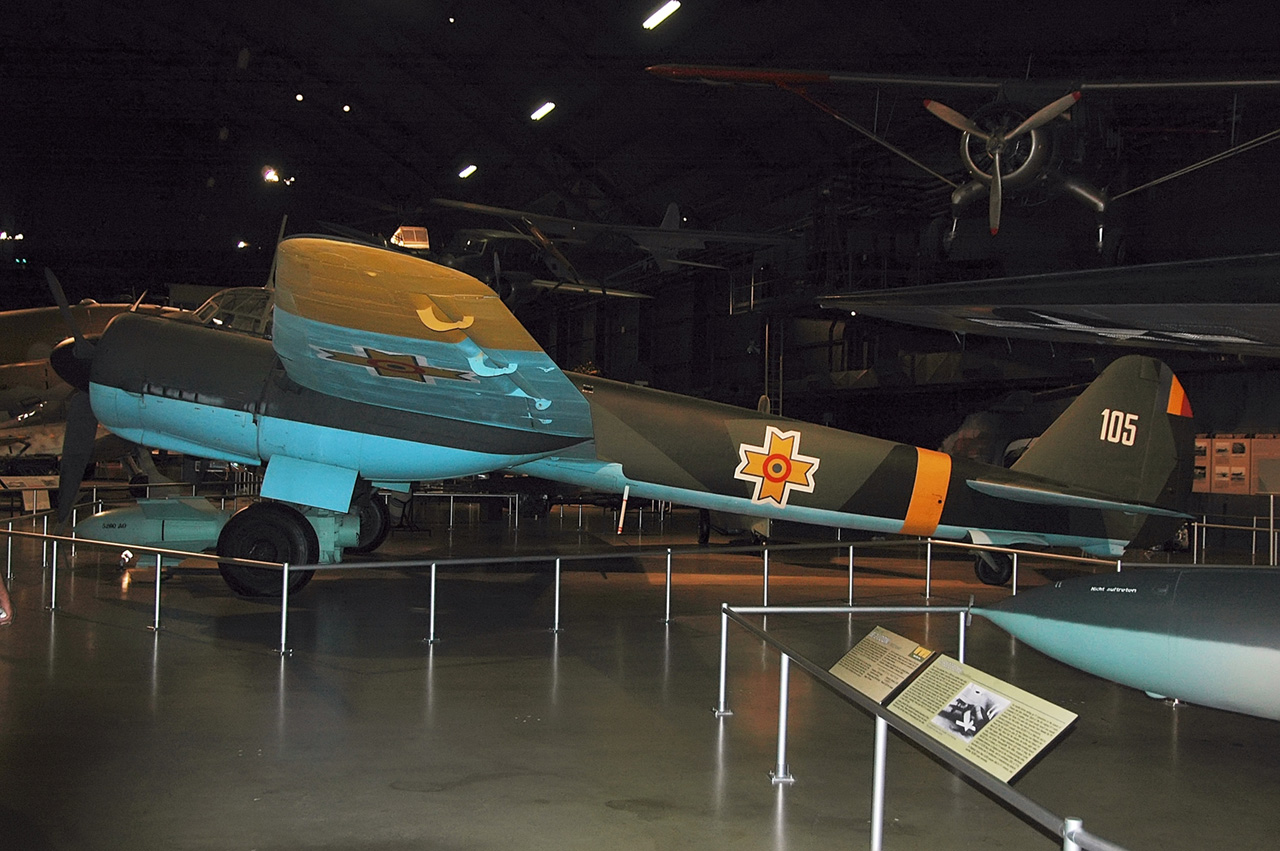
Un Junkers Ju 88 D-1 conservé au National Museum of the United States Air Force, peint avec les marques roumaines qu'il portait pendant la Seconde Guerre mondiale.

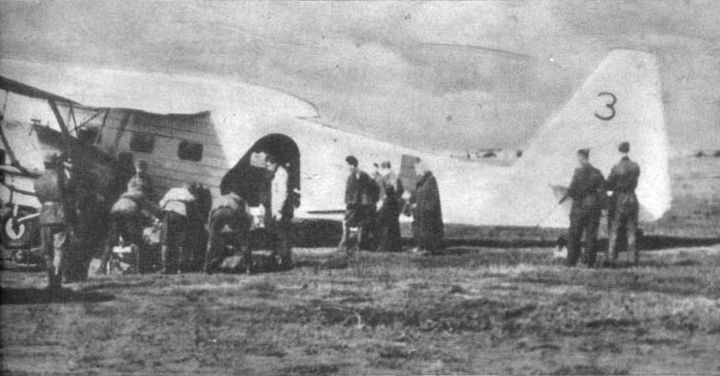
Un Potez 65 de l'Escadrille blanche en 1941.

- 3e groupe de bombardiers / bombardiers en piqué (Grupul 3 Bombardament/picaj)
- 4e groupe de bombardiers (Grupul 4 Bombardament)
- 5e groupe de bombardiers (Grupul 5 Bombardament)
- 6e groupe de bombardiers / bombardiers en piqué (Grupul 6 Bombardament/picaj)
- 8e groupe d'assaut (Grupul 8 Asalt) — formé à partir du 8e groupe de chasseurs
  - 41e escadron d'assaut — ex-41e escadron de chasseurs
  - 42e Assault Squadron — ex-42nd Fighter Squadron
  - 60e escadron d'assaut — ex-60e Escadron de chasse
- 18e escadron de bombardiers légers

Unités de reconnaissance
- 1er groupe de reconnaissance à longue portée (Grupul 1 Recunoaștere Îndepărtată)
  - 1er escadron de reconnaissance à longue portée
  - 2e escadron de reconnaissance à longue portée
  - 3e escadron de reconnaissance à longue portée
  - 4e escadron de reconnaissance à longue portée
- 1er groupe de garde
- 2e groupe de garde

Unités de transport
- Groupe de transport aérien (Grupul de Aero-Transport)
  - 105e escadron de transport
  - 106e escadron de transport
  - 107e escadron de transport
  - 109e escadron de transport de planeurs

Unités de liaison
- 111e, 112e, 113e, 115e, 116e escadrons de liaison (Escadrile de Legătură)

Unité de sauvetage
- Escadrille blanche, Escadrila Albă ou « 108e escadron de transport léger », composée d'aviatrices et assurant l'évacuation des blessés du front de l'Est de 1940 à 1944.

## Compagnies aéronautiques
- Arsenalul Aeronautic (en), 1919-1939, Bucarest
- Usine d'avions Astra (en), 1923-1925, Arad

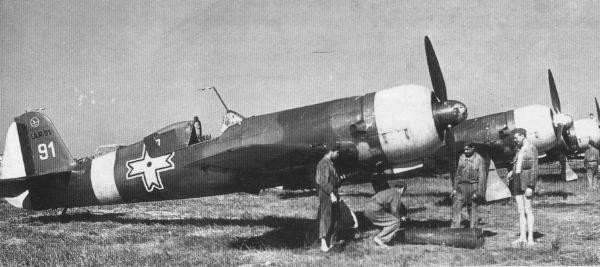
IAR 81 no 91 en 1943.

- Societatea Pentru Exploatări Tehnice (SET), 1923-1946, Bucarest
- Industria Aeronautică Română (IAR), 1925-1947 (rétabli en 1968), Brașov
- Întreprinderea de Construcții Aeronautice Românești (ICAR), 1932-1951, Bucarest

Aéronefs construits sous licence étrangère ou assemblés
- Messerschmitt Bf 109 G (62 109Ga-6 convertis à partir de kits Ga-4, 49 109Ga-2 et 13 109Ga-4 assemblés par IAR entre 1943 et 1948) [3]
- SM.79B (en) (36 IAR JRS-79B et 31 JRS-79B1 construits par IAR)
- Fieseler Fi 156 Storch (80 commandés à ICAR)[4]
- PZL P.24 E (50 exemplaires construits par IAR)
- PZL P.11f (80 exemplaires construits par IAR)
- Potez 25 (construit sous licence par IAR)

## Avions ennemis internés ou capturés
À la suite de l'invasion soviétique de la Pologne, un grand nombre d'avions de l'armée de l'air polonaise ont été internés en Roumanie. De plus, certains avions soviétiques ont été capturés pendant la Seconde Guerre mondiale, ainsi que quelques bombardiers américains B-24 Liberator.

## Avions de la RRAF

### Avions fabriqués en Roumanie de 1924 jusqu'à la fin de la Seconde Guerre mondiale
Tous les avions énumérés ci-dessous ont été achevés avant la fin de la Seconde Guerre mondiale. Les prototypes sont omis de la liste. Sauf indication contraire, toutes les mitrailleuses d'avion sont équipés d'un canon de calibre de 7,92 millimètres,:
| Modèle                      | Type                                     | Nombre | Armement |
| --------------------------- | ---------------------------------------- | ------ | --- |
| Proto 2 (en)                | Entraînement                             | 25     | Non armé |
| SET 7K                      | Entraînement, communication, observation | 20     | 2 × Lewis Mark I de 7,7 mm (affût double) |
| SET 7KB                     | Reconnaissance et observation            | 20     | 2 × Lewis Mark I de 7,7 mm (affût double) 1 × mitrailleuse Vickers de 7,7 mm 6 x bombes de 12 kg                                                          |
| SET 7KD                     | Communication                            | 20     | 1 × Lewis Mark I de 7,7 mm |
| Potez 25                    | Bombardier de reconnaissance             | 184    | 3 × mitrailleuses de 7,7 mm 200 kg de bombes |
| IAR 37                      | Bombardier léger                         | 50     | 4 × mitrailleuses Browning 12 × bombes de 50 kg |
| IAR 38                      | Reconnaissance et repérage d'artillerie  | 75     | 3 × mitrailleuses Browning 24 × bombes de 12 kg |
| IAR 39                      | Reconnaissance et bombardier léger       | 255    | 3 × mitrailleuses Browning 24 × bombes de 12 kg |
| Fieseler Fi 156             | Reconnaissance et communications         | 46     | 1 × mitrailleuse MG 15 |
| Fleet 10G (en)              | Entraînement et communications           | 415    | Non armé |
| PZL P.11f                   | Chasseur                                 | 95     | 4 × mitrailleuses Browning 24 × bombes de 12 kg 57 × lance-grenades                                                                                       |
| PZL P.24E                   | Chasseur                                 | 25     | 2 × mitrailleuses 2 × canons de 20 mm 2 × bombes de 50 kg Lance-grenades                                                                                  |
| Bf 109Ga-2                  | Chasseur                                 | 49     | 1 × canon de 20 mm ou 3 × canons MG 151 de 20 mm 2 × mitrailleuses MG 17 1 × bombe de 500 kg / 4 × bombes de 50 kg                                        |
| Bf 109Ga-4                  | Chasseur                                 | 13     | 1 × canon MG 151 de 20 mm 2 × mitrailleuses MG 17 1 × bombe de 250 kg ou 4 × bombes de 50 kg                                                              |
| Bf 109Ga-6                  | Chasseur                                 | 62     | 1 × canon MG 151 de 20 mm 2 × mitrailleuses lourdes MG 131 de 13 mm 1 × bombe de 250 kg                                                                   |
| IAR 80                      | Chasseur                                 | 50     | 4 × mitrailleuses Browning |
| IAR 80A                     | Chasseur                                 | 90     | 6 × mitrailleuses Browning |
| IAR 80B                     | Chasseur                                 | 50     | 2 × mitrailleuses lourdes Browning de 13,2 mm 4 × mitrailleuses Browning                                                                                  |
| IAR 80C                     | Chasseur                                 | 60     | 2 × canons automatiques Ikaria de 20 mm 4 × mitrailleuses Browning                                                                                        |
| IAR 81                      | Chasseur et bombardier en piqué          | 50     | 6 × mitrailleuses Browning (4 pour 10 d'entre eux) 2 × mitrailleuses lourdes Browning de 13,2 mm (10 d'entre eux) 1 × bombe de 225 kg 2 × bombes de 50 kg |
| IAR 81C                     | Chasseur                                 | 150    | 2 × canons automatiques MG 151 2 × mitrailleuses Browning 2 × Werfer-Granate 21 (testé sur un avion en 1944)                                              |
| JRS-79B (en)                | Bombardier                               | 36     | 5 × mitrailleuses 1 575 kg de bombes |
| JRS-79B1 (en)               | Bombardier                               | 31     | 1 × canon automatique Ikaria de 20 mm 7 × mitrailleuses 1 400 kg de bombes                                                                                |
| Savoia-Marchetti SM.62 (en) | Hydravion à coque                        | 5      | 4 × mitrailleuses 600 kg de bombes |

## Marquages des aéronefs

Cocarde utilisée pour les avions et les véhicules de 1924 à 1941, et de 1944 à 1950.
Marquage utilisé par l'armée de l'air et l'armée du 1er mai 1941 au 3 septembre 1944.
Croix utilisée uniquement sur l'IAR-80/81[1].